# Mitchell Booth
Mitchell Jay Booth (conocido como Mitch Booth; Sídney, 4 de enero de 1963) es un deportista australiano que compitió en vela en la clase Tornado (desde el año 2000 bajo la bandera de los Países Bajos).
Participó en cuatro Juegos Olímpicos de Verano, obteniendo dos medallas en la clase Tornado, plata en Atlanta 1996 (junto con Andrew Landenberger) y bronce en Barcelona 1992 (con John Forbes), el quinto lugar en Atenas 2004 y el quinto en Pekín 2008.
Ganó siete medallas en el Campeonato Mundial de Tornado entre los años 1989 y 2007, y cuatro medallas en el Campeonato Europeo de Tornado entre los años 1997 y 2005.

## Palmarés internacional
| \| Representando a Australia \| \| \| \| \| Juegos Olímpicos \| \| \| \| \| Año \| Lugar \| Medalla \| Clase \| \| 1992 \| Barcelona (España) \| Medalla de bronce \| Tornado \| \| 1996 \| Atlanta (Estados Unidos) \| Medalla de plata \| Tornado \| \| Campeonato Mundial \| \| \| \| \| Año \| Lugar \| Medalla \| Clase \| \| 1989 \| Houston (Estados Unidos) \| Medalla de oro \| Tornado \| \| 1992 \| Perth (Australia) \| Medalla de oro \| Tornado \| \| 1993 \| Long Beach (Estados Unidos) \| Medalla de plata \| Tornado \| \| 1994 \| Båstad (Suecia) \| Medalla de bronce \| Tornado \| \| 1997 \| Hamilton (Bermudas) \| Medalla de bronce \| Tornado \| \| Campeonato Europeo[n 1] \| \| \| \| \| Año \| Lugar \| Medalla \| Clase \| \| 1997 \| La Grande-Motte (Francia) \| Medalla de bronce \| Tornado \| \| Representando a los Países Bajos \| \| \| \| \| Campeonato Mundial \| \| \| \| \| Año \| Lugar \| Medalla \| Clase \| \| 2002 \| Martha's Vineyard (Estados Unidos) \| Medalla de bronce \| Tornado \| \| 2007 \| Cascaes (Portugal) \| Medalla de bronce \| Tornado \| \| Campeonato Europeo \| \| \| \| \| Año \| Lugar \| Medalla \| Clase \| \| 2002 \| Vilamoura (Portugal) \| Medalla de plata \| Tornado \| \| 2004 \| Las Palmas de Gran Canaria (España) \| Medalla de oro \| Tornado \| \| 2005 \| Västervik (Suecia) \| Medalla de bronce \| Tornado \| |                                     |                   |         |
| Representando a Australia |                                     |                   |         |
| Juegos Olímpicos |                                     |                   |         |
| Año | Lugar                               | Medalla           | Clase   |
| 1992 | Barcelona (España)                  | Medalla de bronce | Tornado |
| 1996 | Atlanta (Estados Unidos)            | Medalla de plata  | Tornado |
| Campeonato Mundial |                                     |                   |         |
| Año | Lugar                               | Medalla           | Clase   |
| 1989 | Houston (Estados Unidos)            | Medalla de oro    | Tornado |
| 1992 | Perth (Australia)                   | Medalla de oro    | Tornado |
| 1993 | Long Beach (Estados Unidos)         | Medalla de plata  | Tornado |
| 1994 | Båstad (Suecia)                     | Medalla de bronce | Tornado |
| 1997 | Hamilton (Bermudas)                 | Medalla de bronce | Tornado |
| Campeonato Europeo |                                     |                   |         |
| Año | Lugar                               | Medalla           | Clase   |
| 1997 | La Grande-Motte (Francia)           | Medalla de bronce | Tornado |
| Representando a los Países Bajos |                                     |                   |         |
| Campeonato Mundial |                                     |                   |         |
| Año | Lugar                               | Medalla           | Clase   |
| 2002 | Martha's Vineyard (Estados Unidos)  | Medalla de bronce | Tornado |
| 2007 | Cascaes (Portugal)                  | Medalla de bronce | Tornado |
| Campeonato Europeo |                                     |                   |         |
| Año | Lugar                               | Medalla           | Clase   |
| 2002 | Vilamoura (Portugal)                | Medalla de plata  | Tornado |
| 2004 | Las Palmas de Gran Canaria (España) | Medalla de oro    | Tornado |
| 2005 | Västervik (Suecia)                  | Medalla de bronce | Tornado |

1. ↑  En algunas ediciones del Campeonato Europeo se permitió la participación de regatistas de otros continentes.